# Steinar Bragi
Steinar Bragi, né le 15 août 1975 à Reykjavik (Islande), est un écrivain islandais. Certains le considèrent comme « le plus important des auteurs islandais contemporains ».

## Œuvres
- Svarthol, poèmes, Nykur, 1998
- Augnkúluvökvi, poèmes, Nykur, 1999
- Turninn, prose, Bjartur, 2000
- Ljúgðu gosi, ljúgðu, poèmes, Bjartur, 2001,
- Áhyggjudúkkur, roman, Bjartur, 2002
- Draumar um bin Laden, pièce, Nýhil, 2003
- Sólskinsfólkið, roman, Bjartur, 2004
- Litli kall strikes again, prose, Nýhil, 2005
- Útgönguleiðir, prose, Nýhil, 2005
- Hið stórfenglega leyndarmál Heimsins, roman, Bjartur, 2006
- Konur (en), roman, Nýhil, 2008
- Himinninn yfir Þingvöllum, roman, Forlagið, 2009
- Hálendið: Skáldsaga (en), roman, Forlagið, 2011
- Reimleikar í Reykjavík, JPV, 2013
- Kata, roman, Mál og menning, 2014

### Traductions en français
- Excursion, traduction de Hálendið par Patrick Guelpa, Métailié, 2013
- Installation, traduction de Konur par Henrý Kiljan Albansson, Métailié, 2011